# Anserma
Anserma, también llamada Santa Ana de los Caballeros o Ansermaviejo, es un municipio de Colombia ubicado al occidente del departamento de Caldas en el Eje cafetero. Se encuentra en la subregión de Occidente Próspero o Bajo Occidente, cerca de la frontera con el departamento de Risaralda. Fue fundado el 15 de agosto de 1539. Tiene una población de 33 792 habitantes. Su principal vía de comunicación es la carretera Troncal de Occidente. A su vez, en sus cercanías se encuentran los aeropuertos de las ciudades de Pereira, Cartago y Manizales.

## Historia
Fue fundada el 15 de agosto de 1539, por el mariscal Jorge Robledo, siendo así uno de los primeros asentamientos españoles creados en Colombia, exactamente 29 años después de la fundación de San Sebastián de Urabá y Santa María la Antigua del Darién, y después de otros como Santa Marta, Cartagena de Indias, Santiago de Cali, Popayán, Santafé de Bogotá y otros. Los cronistas del descubrimiento y la conquista de América, fueron hombres ilustrados. La gran mayoría de ellos frailes o clérigos doblados de humanistas que hacían las veces de secretarios de los conquistadores, muchas veces estos analfabetos y rústicos.
Por esa razón existe un testimonio cercano a la realidad que ocurrió hace ya quinientos años. La fidelidad de los escritos es relativa o con mucha imaginación del amanuense, o con demasiada parcialidad, o con descuidos imperdonables. Lo cierto es que su trabajo es lo único que nos queda, fuera de los documentos oficiales que la gran mayoría de las veces fueron redactados por ellos mismos. Frente a este hecho, los apuntes de los cronistas, puede ser la verdad revelada en esto de la historia americana.
El testimonio de los conquistadores está perfectamente descrito por los ya citados cronistas. Desde su salida de España, y hasta la llegada de lo que hoy es Popayán, ciudad que ostentó el título de Gobernación. De ahí hacia acá, paso tras paso se ha descrito la historia de lo que es el occidente del actual país. En esta cronología aparece fundada Anserma, con el nombre de "Santa Ana de los Caballeros", el 15 de agosto de 1539, por el Capitán Jorge Robledo; pues Robledo solo vino a ser Mariscal después de su viaje a España. Dejó como alcaldes de su ciudad a Melchor Suer de Nava y a Martín de Amoroto, y como alguacil Mayor a Ruy Vanegas; estos tres ibéricos fueron los primeros gobernantes de la ciudad. La ciudad, que era en ese tiempo un sitio medio poblado, donde el conquistador dejaba algún interés de orden político o estratégico, pues ello dependía muchas veces de la merced del Rey para con el fundador. en cambio la villa no era otra cosa que una avanzada en el camino de la conquista, casi sin importancia, pero que permitía el descanso y aumentaba las posibilidades de dominio que a través de las ciudades se había logrado.
La presencia de la Iglesia fue fundamental en el proceso español de descubrimiento y conquista. Y aquí surge para Anserma el hecho de haber sido el primer sitio del centro occidente colombiano, donde se celebró la Santa Misa, que la ofreció el sacerdote mercedario Martín de Robledo, pariente del fundador y su confesor; con Robledo iba también como capellán de las huestes, Francisco de Frías.
La Iglesia ha tenido mayor cuidado en la conservación de los documentos que tienen que ver con el pasado, y ello hace posible saber de la antigüedad de muchos hechos. En Anserma aparece una historia eclesiástica continua desde el año de 1717, cuando ejerció el curato el sacerdote Esteban de Guevara, quien gobernó por espacio de 21 años, en tres períodos discontinuos. En el año de 1750, este mismo levita consagró con el obispo de Popayán, Bernardo Cataño Ponce de León, la ciudad a Santa Bárbara, quien sigue siendo la patrona principal de la ciudad. Desde 1717 pues, hasta el presente, existe una historia eclesiástica hilada, cronológicamente ordenada que permite ver la existencia ininterrumpida de la ciudad.
Existe un dato más antiguo que el de los documentos religiosos para presumir la existencia de Anserma como centro de importancia: el 3 de agosto de 1674, los herederos de las cuadrillas de negros presentaban al Cabildo de Anserma esta solicitud: "que en consideración de haber entrado el verano, y la cuadrilla de negros del beneficio de minas de oro de la mina de La Vega (Supía), no sacar ni aun para sustentarse, le suplicamos demandar, que el minero de dichas cuadrillas los lleve a las playas del río Cauca y las tenga allá sacando oro hasta que entre el invierno". Puede verse el año, y con él la existencia en Anserma de Cabildo al que solicitan permisos o igualmente la presencia de negros esclavos, que rendían tributo a las autoridades de Anserma, lo que marca la importancia de la ciudad.
La "bipartición" de la ciudad de Anserma hacia el sur, a la que hoy se denomina Ansermanuevo, se acabó de hacer en el año de 1722, año en que ya vemos establecidos en forma definitiva sacerdotes en dicha población, lo que indica que se llevaron los archivos civiles, posiblemente muchos implementos importantes de iglesia como una custodia, copones, cálices e imágenes; pero quedó de todo -feligreses principalmente-, puesto que la parroquia siguió subsistiendo. Además si quedó un sacerdote fue por la abundancia en recursos y gente en la vieja fundación, que tenía además Casa de Fundición, lo que sigue demostrando la importancia del conglomerado.
En el año de 1816, José María Restrepo, quien fue maestro de José María Córdova y presidente de Antioquia, dijo que al pasar por Anserma encontró una aldea pajiza -como eran por entonces gran parte de los pueblos del gran Cauca-, casi desierta; pero años más tarde, el 18 de mayo de 1835, la Asamblea del Cauca crea los cantones de Supía, Anserma, Toro, Cartago, Tuluá, Buga y Palmira, con capital en Buga, mostrando otra vez que existía una organización civil y religiosa en el mismo sitio de siempre o que se refiere a Ansermanuevo la Asamblea de Cauca.
No desapareció pues la ciudad, de acuerdo a lo expuesto anteriormente. En el año de 1855 figuran en la provincia del Norte del Cauca, Ansermaviejo, Riosucio, que apenas nacía, San Juan de Marmato y Supía; estaba apareciendo Apía con el nombre de Papayal. En 1868 Anserma tiene 1347 vecinos, que se presumen debían ser urbanos, lo que era un buen número de habitantes para ese tiempo; y para 1882, la Asamblea del Cauca erige en forma definitiva a Anserma como municipio, o mejor, se le concede esa categoría, que antes la tuvo y la perdió.
Repasados entonces los momentos históricos en la vida de Anserma, vemos que, desde su fundación, jamás ha dejado de existir, pues si adjuntamos a los apuntes anteriores el hecho de que el 22 de marzo de 1627 el oidor Lesmes de Espinosa y Saravia haber estado en Anserma realizando los asentamientos de indios de la comarca y prácticamente haber fundado a Guática, nos vuelve el orden para demostrar que siglo tras siglo, la Fundación de Robledo ha existido, unas veces más pujante que otras, cada vez en circunstancias diferentes, pero sin desaparecer como se ha pretendido demostrar.
El 17 de agosto de 1892, la asamblea del departamento del Cauca emitió la ordenanza 33, en la que agrupó a todos los municipios que pertenecían a cada una de las provincias del Cauca. Entre ellos, se encontraba Ansermaviejo, que pasó a formar parte de la provincia de Marmato, con capital en Riosucio. Ansermaviejo había sido creado en diciembre de 1882 por el Estado del Cauca, después de un proceso de repartición de solares que comenzó en 1880 con la llegada de un juez poblador a la Anserma que conservaba estructuras de orden Colonial. Antes de eso, las entidades administrativas se dividían en provincia, cantón y distritos parroquiales. Con este cambio administrativo, que luego se consolidaría con la creación del departamento de Caldas y la adhesión de Anserma a este, se inició una nueva etapa basada en el principio de que municipalizar es civilizar. Desde la época de la municipalización, y desde décadas antes, Anserma fue epicentro de las oleadas de la colonización del siglo XIX tanto caucanas como antioqueñas que desde este sitio irradió hacia el sur y hacia el occidente produciéndose la fundación de pueblos como Apía, Santuario, Belalcázar y Risaralda.

## División Político-Administrativa
Cuenta con un corregimiento denominado Las Margaritas, establecido desde el 17 de agosto de 2025 cómo parte de las celebraciones del Aniversario 486 del municipio por su Alcalde Omar Andrés Reina Muñoz. Además de su Cabecera municipal. Anserma tiene bajo su jurisdicción los siguientes Veredas de a importancia cultural, histórica y paso obligado para propios y visitantes:
- Marapra
- San Pedro

## Economía
Es un centro agrícola donde sobresale el cultivo de café. Anserma está ubicado en el occidente colombiano sobre la Cordillera Occidental de los Andes y, a cientos de kilómetros, mirando hacia el Océano Pacífico. También es conocida regionalmente por su amplio comercio, siendo la carrera 4 o Calle Real la que posee más comercio en Anserma. También cuenta con una excelente Zona Rosa en la Av. El Libertador con discotecas, bares, restaurantes, cafeterías, comidas rápidas, etc.

## Infraestructura

### Transporte
La carretera Troncal de Occidente comunica con las ciudades de Medellín (hacia el norte), Pereira y Cali (hacia el sur). La comunicación con Manizales, capital de Caldas, se hace principalmente a través del trayecto Risaralda (Caldas), Arauca (corregimiento de Palestina) - Manizales (64 km.). En su cercanía hay tres aeropuertos: el Matecaña de Pereira, el Santa Ana de Cartago, y La Nubia de Manizales.

### Medios de comunicación
Anserma, cuenta con dos canales de Televisión, el Canal 6 de la Corporación Cívica Progresar ( CCP ), y el Canal CNC, como también cuenta con su propio periódico llamado "Informador de occidente", el cual sucedió al extinto y tradicional periódico "El Ansermeño".
El municipio de Anserma, cuánta vik una tradicional emisora radial, en frecuencia modulada,102.5, llamada "Anserma Cultural estero" 
, una emisora comunitaria al servicio de nuestro gente.

## Educación
El municipio de Anserma, cuenta con los siguientes establecimientos educativos:
| - Escuela San José - Escuela Simón Bolívar - Escuela César Agudelo - Escuela Antonio José de Sucre - Institución Educativa de Occidente - Escuela Normal Superior Rebeca Sierra Cardona - Institución Educativa Aureliano Flórez Cardona - Institución Educativa Juan XXIII - Centro Educativo Alto Nubia - Centro Educativo Ocuzca - Centro Educativo San Pedro - Institución Educativa Agrícola El Horro - Institución Educativa Gómez Fernández - Institución Educativa Jerónimo de Tejelo - Instituto Técnico de Capacitación en Sistemas INTECS |

## Cultura
Anserma es muy popular por sus fiestas y eventos, entre los cuales destacan:
- Fiestas del Regreso (Celebración aniversaria de fundación)
- Fiestas Patronales de la Virgen del Carmen
- Fiestas Patronales de San Pedro
- Semana Santa
- Festival Municipal de Teatro "TEAN"
- Encuentro Regional de Danzas
- Festival Internacional de la Guitarra Requinto y la Música Latinoamericana "Jaime Rico Salazar"
- Feria Agroindustrial

Algunas de las agrupaciones que destacan son: 
- Banda Sinfónica de Anserma de la Institución Educativa de Occidente
- Banda Marcial exalumnos Colegio de Occidente
- Banda Músico Marcial Institución Educativa de Occidente Sede San José
- Grupo de danzas municipales
- Grupo Municipal de Teatro TEAN
- Ensamble de Cuerdas Pulsadas de Anserma.

Escenarios de cultura.
- Biblioteca Pública Arturo y Roberto Restrepo
- Auditorio Santo Domingo Savio
- Coliseo Cubierto César Piedrahíta
- Casa de la Cultura Jaime Ramírez Rojas

### Música

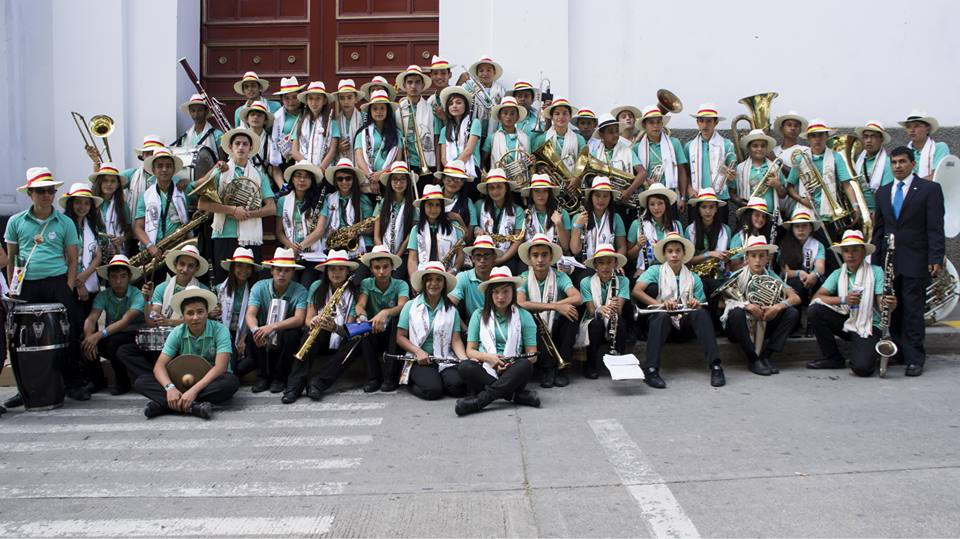
Banda Sinfónica de Anserma 2014
Parque Principal de Aguadas, Caldas.

La Banda Juvenil de Anserma, o Banda Sinfónica de Anserma fue fundada el 22 de mayo de 1983, bajo la dirección del Maestro licenciado Jairo Alfonso Machado Pareja (maestro actual), este maestro egresado del Conservatorio del Tolima y licenciado en Pedagogía musical de la Universidad de Caldas, tuvo la misión de conformar una agrupación que fuese representante de la cultura Ansermeña, en donde la juventud tuviera un lugar de esparcimiento y sana diversión.
Ha sido reconocida por sus grandes participaciones a nivel departamental y nacional, se ha destacado en concursos de gran importancia como: Festival Departamental de Bandas de Caldas; Concurso nacional de bandas de Paipa, Boyacá; San Pedro, Valle del Cauca; La Vega, Cundinamarca; El Retiro, Antioquia; Samaniego, Nariño; Concursos nacionales en categoría infantil, entre otros. También ha recibido reconocimientos a mejor director, mejor banda, mejor obra inédita, mejor instrumentista en percusión, bronces, maderas y cuerdas, banda de la simpatía, banda show, mejor desfile y los mejores puestos de los eventos.

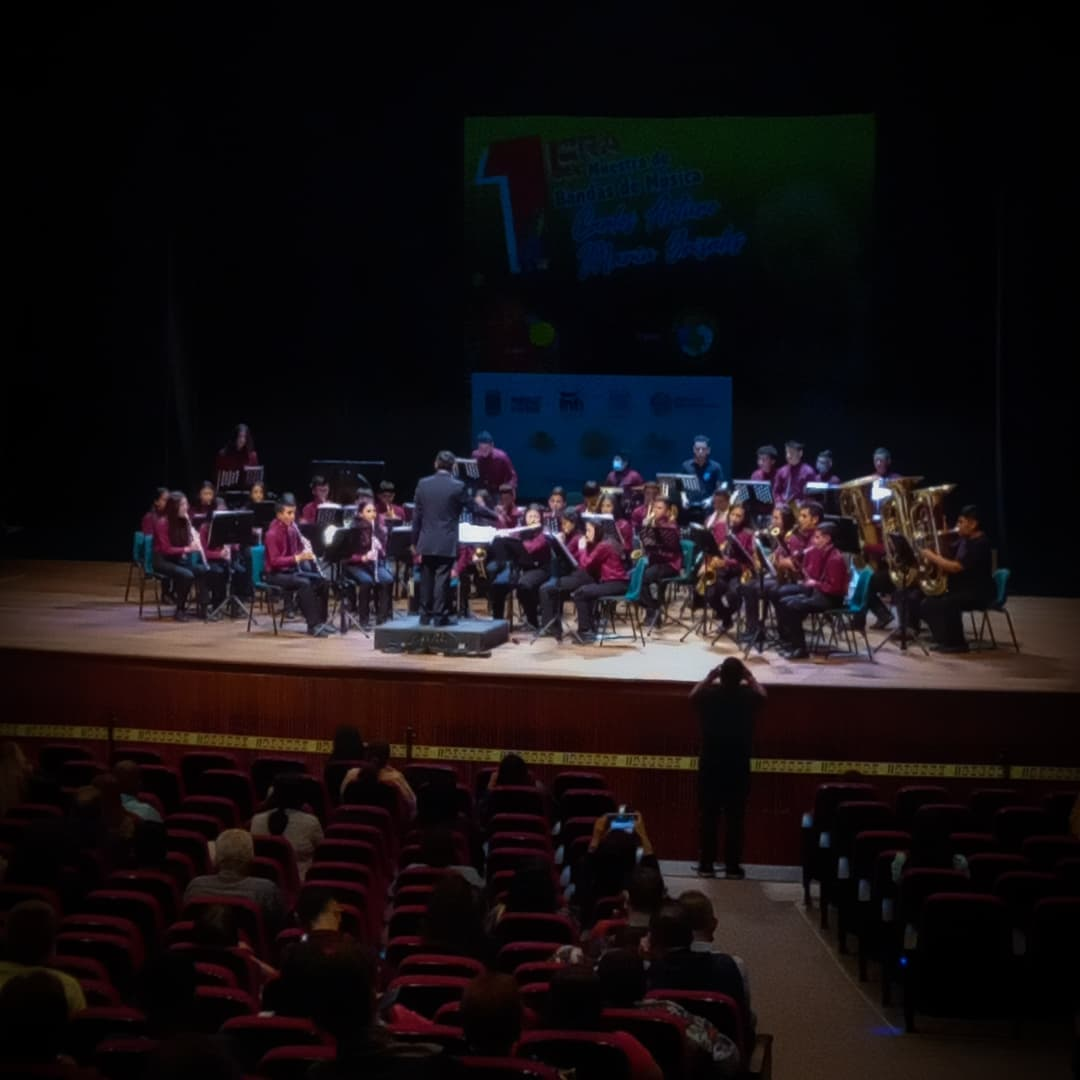
Banda Sinfónica de Anserma 2021 Teatro Los Fundadores de Manizales, Caldas.

Su participación como banda invitada la ha puesto en eventos del país como: Feria de Manizales, Feria de Cali, Invitada especial a la clausura del primer Festival Internacional de Cine realizado en el Hotel Hilton en Bogotá; Encuentro de bandas en Bugalagrande, Valle del Cauca; Encuentro de Bandas en Villa de Leyva, Boyacá; Encuentro de bandas en Quinchía, Risaralda; Encuentro de Bandas en Bolívar, Valle del Cauca; Encuentro de bandas en Santander de Quilichao, Cauca; Encuentro de Bandas en Santuario, Risaralda, Muestra de Bandas de Música "Carlos Arturo Grisales" en Manizales, entre otros.
Dentro de su trabajo discográfico se encuentra la grabación de un LP en conmemoración a los 450 años del municipio de Anserma, la grabación de los himnos de otros municipios como Belén de Umbría y Quinchia, Risaralda. También se encuentra un CD en conmemoración de los 20 años de la agrupación y la grabación de los himnos de las instituciones educativas del municipio.
Además de representar al municipio en los diferentes festivales musicales que se realizan en el país, la banda es la encargada de animar algunos eventos en el municipio como las Fiestas del Regreso, las Fiestas de la Institución Educativa de Occidente, el Festival de Teatro TEAN, la Semana Santa, las Fiestas de la Virgen del Carmen y otros eventos a los que es convocada durante el año. También son habituales las retretas quincenales en los parques principales del municipio, donde los ansermeños se reúnen a ver el proceso de esta agrupación, sus conciertos en distintos templos del municipio y escenarios son el espacio para presentar a su vez la banda infantil y la prebanda.

## Personajes destacados
Guillermo González Ospina (Poeta)
La letra del pasodoble Feria de Manizales que representa la tradicional feria taurina de la capital caldease fue escrita por el poeta ansermeño Guillermo González Ospina que nació el 20 de agosto de 1919 en el corregimiento de Belén de Umbría de Anserma. Después de ser compuesta la música por Maestro español Juan Mari Asins en 1957, se decretó en 1978 que este pasodoble sería el "Himno oficial de la Feria".
Carlos Hoyos (Fotógrafo y cinematógrafo)
Fue el creador de un sistema de fotografía y video aéreo, antecesor de la actual tecnología DRONE, Carlos nació en Anserma Caldas en una familia de fotógrafos, hijo del conocido fotohoyos. En 1994 migró a Estados Unidos para buscar financiación para desarrollar dicha tecnología que consistía en un pequeño helicóptero no tripulado comandado por control remoto que servía para capturar imágenes aéreas. Con su patente Coptervision realizó tomas aéreas en producciones de cine y televisión para DreamWorks, Universal Studios, CNN, Discovery Channel, History Channel, entre otras.

## Recintos Religiosos

### Iglesias
Respetuosos de las libertades religiosas, sin ser iglesias, existen en el municipio diferentes centros religiosos para los dogmas presentes en el municipio entre los que se encuentran la iglesia Nuestra Señora del Carmen, la iglesia de Santa Bárbara, la capilla del Divino Niño, la iglesia Cristiana Darles Vida, la iglesia Cristiana Centro de Fe y Esperanza y la sala de oración de la Iglesia de Dios Ministerial de Jesucristo Internacional.

## Lugares de esparcimiento
Anserma, cuenta con múltiples lugares de esparcimiento para cada gusto. Algunos son: Parque Arango Zea, Plaza Mariscal Jorge Robledo, Parque Bolívar, Parque Infantil, Unidad Deportiva de Anserma (Estadio, Coliseo, Canchas de Fútbol, Microfutbol y Baloncesto, Parque de Bicicletas), Cancha de Galicia y Cancha de Cristo Rey. Anserma cuenta también con Biblioteca Pública y un Terminal de Transportes con rutas de buses para las ciudades de Manizales, Pereira, Medellín, Cali, Bogotá y otras ciudades de Colombia.

## Símbolos

### Escudo
El escudo está dividido en tres cuartos, en el primer alto de la mano derecha tres torres de plata en campo colorado, en memoria de las tres ciudades fundadas por Jorge Robledo.
En el otro cuadro de la mano izquierda un peñón de su color con una cerca de oro en lo alto, en memoria de la fuerza utilizada en la conquista de los indios y el río que cruza al pie del peñol, en el campo verde.
Y en cuarto bajo, un león rampante de oro en campo azul, en memoria del cacique capturado por Robledo. 
Como orla ocho murciélagos pardos con sus bocas abiertas en campo de oro.
En la parte superior, un yelmo, cerrado y por divisa un águila negra real, rampante, abierta sus alas, con sus trascoles y dependencias o follajes de oro azul y rojo.

### Bandera
Consta de dos fajas horizontales. La de encima de color blanco, que recuerda la paz reinante y la armonía en que viven sus habitantes; la faja inferior está dividida en cinco fajas verticales: tres de color amarillo distribuidas una en cada extremo y la tercera en el centro, cuyo color significa la mucha riqueza en oro que hay en esta tierra; las otras dos fajas de color rojo van intercaladas entre las amarillas, y significan la sangre derramada por los colonos pobladores y cultivadores de esta comarca.

## Servicios públicos
- Energía Eléctrica: Central Hidroeléctrica de Caldas (CHEC), del grupo EPM, es la empresa prestadora del servicio de energía eléctrica.
- Gas Natural: Efigas es la empresa distribuidora y comercializadora de gas natural en el municipio.